# Allgemeine Ortskrankenkasse

AOK PLUS logo (Saksonia i Turyngia)

Allgemeine Ortskrankenkasse (AOK) – nazwa niezależnych kas chorych (zakładów ubezpieczeń zdrowotnych) w Niemczech, skupiających w sumie 25 mln ubezpieczonych.

## Historia
Kasy chorych Allgemeine Ortskrankenkassen powstały w 1884 roku, po wprowadzeniu rok wcześniej przez Ottona von Bismarcka systemu ubezpieczeń zdrowotnych.
Od 1995 roku AOK-Bundesverband wraz z Berlińskią Izbą Lekarską (Ärztekammer Berlin) przyznaje corocznie Berlińską Nagrodę Zdrowia (Auszeichnung Berliner Gesundheitspreis).
Od 1 stycznia 2022 prezesem AOK-Bundesverband jest Carola Reimann, a wiceprezesem Jens Martin Hoyer.

## Galeria

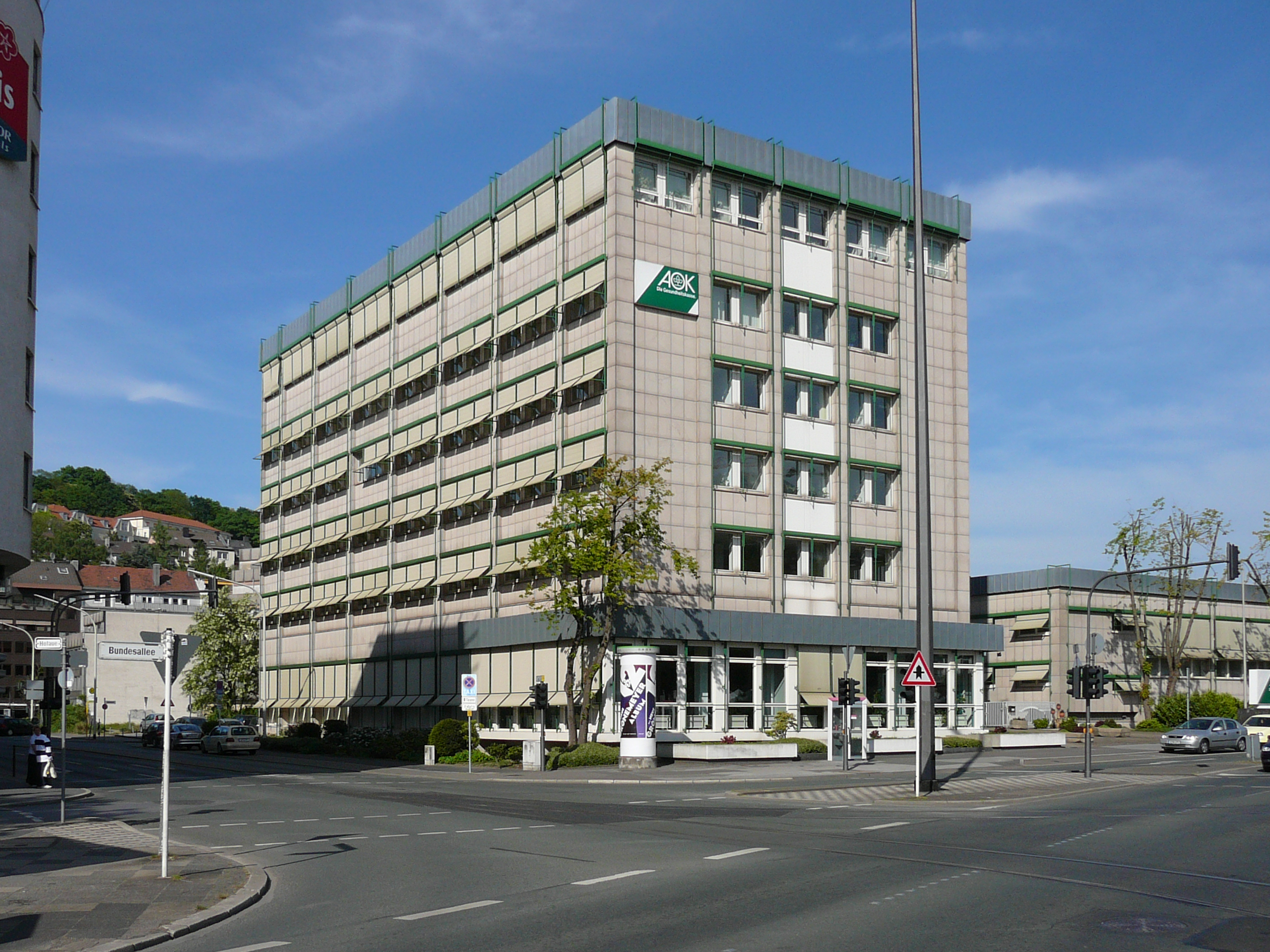
Siedziba AOK w Wuppertal-Elberfeld
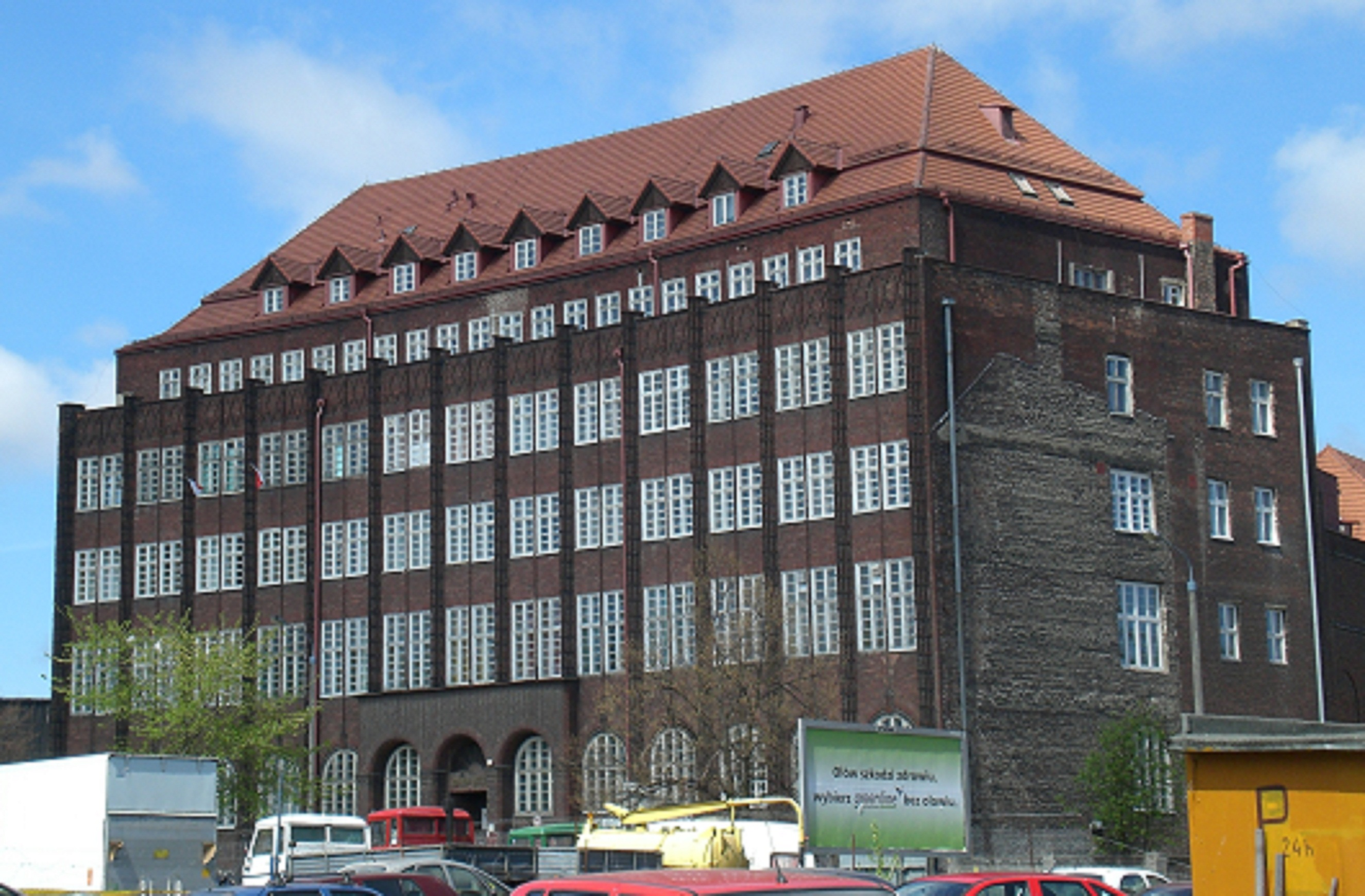
Budynek dawnej AOK w Gdańsku